# قصر الباي (المدية)
قصر الباي هو مقر الحكم ببايلك التيطري إبان الحكم العثماني للجزائر، تم بنائه عام 1534

## التاريخ
يعد قصر الباي أحد أهم معالم مدينة المدية فقد بناه الأتراك بعد إخضاع المدينة لحكمهم وذلك عام 1535 وهو من أهم شواهد العمارة العثمانية بها.

## فن العمارة
قصر كبير مكون من طابق واحد مسطح بالقرميدي مبني على النمط العثماني ويضم:
- ساحة في وسط البناية تتوسطها نافورة وحولها أعمدة وأقواس مزينة.
- حديقة ومكان لربط الأحصنة خلف القصر.
- عدة غرف.
- نظام صرف صحي خاص وما يسمى سقيفة الحمام وهي ممر ضيق يرتاح فيه المستحم حتى لا يؤثر فيه الهواء البارد بالخارج.
- غرفة نوم عبارة عن سرير مرتفع مبني بالحجارة والطين يقف رجل شركسي مسلح (سباسبي) لحراسة الباي عند نومه.

## تحوله إلى متحف
تم تحويل قصر الباي بالمدية على غرار قصر الباي بقسنطينة إلى متحف للفنون والثقافات الشعبية.